# Brescello
Brescello – miejscowość i gmina we Włoszech, w regionie Emilia-Romania, w prowincji Reggio Emilia. Według danych na rok 2007 gminę zamieszkiwało 5228 osób, 218 os./km².

## Historia
Początki osadnictwa na tym terenie datują się na VII w. p.n.e. Wtedy to plemiona galijsko-germańskie zbudowały w dolinie Padu swoje siedziby. Ten kompleks budowli nosił nazwę Brixellum. Pomimo silnego oporu osiadłych tu plemion, ok. 220 tereny te zostały zajęte przez wojska Republiki rzymskiej. Od tego czasu Brescello stało się rzymską kolonią, co odzwierciedliło się w przekształceniach urbanistycznych, typowych dla osad budowanych przez Rzymian.
W I w. n.e. zaczął się dynamiczny rozwój miejscowości. Wtedy powstał port śródlądowy nad dopływem Padu i akwedukt. Swoje piętno na Brescello odcisnęły też wojny o władzę w Rzymie. Marek Salwiusz Oton umiejscowił tutaj swoją twierdzę. Tutaj też zginął śmiercią samobójczą po przegranej bitwie pod Bedriaco. Jego następcą został Witeliusz. W III w. wraz z powolnym upadkiem Cesarstwa Rzymskiego postępował też upadek Brescello. Miały wtedy miejsce grabieże i epidemie dżumy, które wyludniły miejscowość i okolice. Mimo to w 389 Brescello stało się siedzibą biskupstwa, a pierwszym biskupem został św. Genezjusz, obecny patron miasta, którego zadaniem było zwalczanie herezji przyniesionych przez ludy germańskie.
W VI w. Brescello było świadkiem walk między Longobardami a Bizancjum. Pod koniec wieku przez miasto przeszły wojska króla Autarisa, a w 589 zostało ono zniszczone najpierw przez wystąpienie z brzegów rzeki Pad, a następnie przez wojska Agilulfa.
Średniowiecze przyniosło miastu pewien rozkwit, głównie dzięki temu, że znalazło się ono pod panowaniem Matyldy z Canossy oraz dzięki aktywności benedyktynów, którym Matylda podarowała zamek i całe miasto pozostające w pełnej autonomii od władzy biskupa. Następnie miasto znalazło się w orbicie wpływów Parmy. Od XIII w. przechodziło pod władzę różnych signorii, wśród których najważniejsze to: Corraggeschi, Rossi, Visconti, Republika Wenecka, a w epoce nowożytnej Sforzowie i D'Este. W 1598 została ona włączona do Księstwa Ferrary, a następnie do Księstwa Modeny.
Alfons II D'Este podjął na nowo dzieło fortyfikacji Brescello. Pod koniec XVIII w., podczas wojny o sukcesję hiszpańską, miasto zostało zniszczone, co zapoczątkowało ponad stuletni okres upadku. W 1860 na skutek plebiscytu skończyła się autonomia miasta, które przez pewien czas było także prowizoryczną stolicą księstwa D'Este, i Brescello stało się częścią zjednoczonych Włoch.

## Miejsca i budowle historyczne
- Kościół Narodzenia Matki Bożej – obecny kościół zbudowany został w latach 1829 – 1837, ponieważ oryginalna, średniowieczna świątynia nie zapewniała już wystarczającego bezpieczeństwa, a także była zbyt mała. Nowy kościół został jednak zbudowany częściowo na planie starego. Jest to budowla trójnawowa, w której znajduje się prezbiterium z ołtarzem głównym, sześć ołtarzy bocznych, drewniany chór oraz  organy. Statuy Matki Bożej i św. Genezjusza, dzieło Innocente Franceschiniego, zostały umieszczone po bokach ołtarza głównego w 1899. Dzwonnica pochodzi z 1896.
- Plac Matteotti – jest to centralny plac miasta. Prz nim znajduje się kościół Narodzenia Matki Bożej. W centrum placu umieszczona jest rzeźba Herkulesa Dobroczyńcy, autorstwa Jacopo Tatti, zwanego Jacopo Sansovino. Rzeźba, która powstała na cześć Ercole II d'Este, została ukończona w 1553, ale w obecnym miejscu na placu znalazła się dopiero w 1727. Na placu znajdują się też naturalnej wielkości figury z brązu przedstawiające Peppone i Don Camilla, postacie z cyklu filmów, nakręconych na podstawie prozy Giovanniego Guareschiego.

## Don Camillo i Peppone

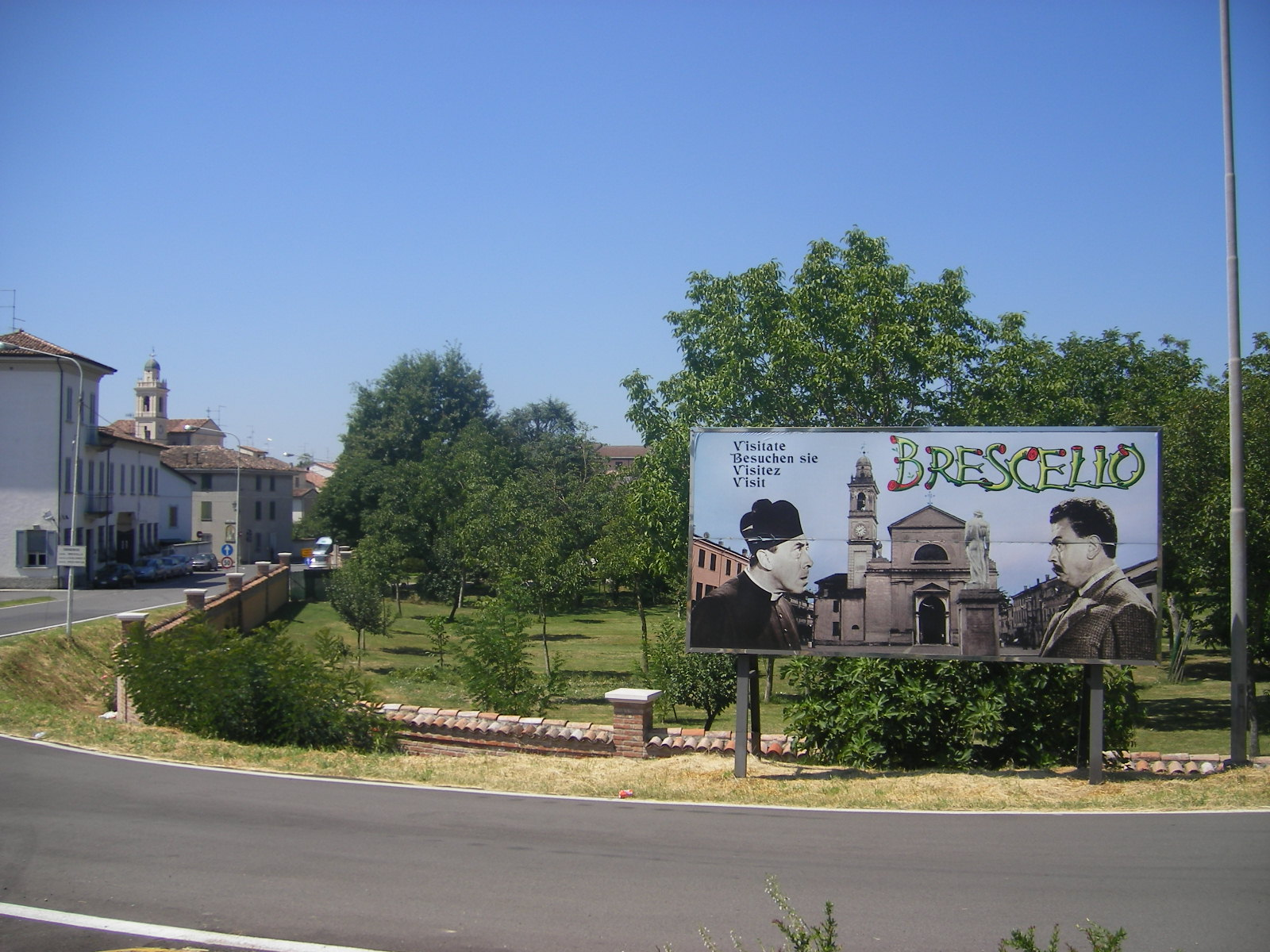
Bilbord witający przybyszów

Obecnie miasto zawdzięcza swoją relatywną sławę temu, że w latach powojennych było scenerią cyklu filmów o proboszczu Don Camillo i komunistycznym wójcie Peppone. We Włoszech miasto jest powszechnie kojarzone z tymi postaciami. Jest to również okazja do promocji miasta, do czego przyczyniają się licznie zgromadzone pamiątki, odwołujące się do filmów. Przed wjazdem do miasta przybyszów wita wielki bilbord przywołujący na pamięć postacie Don Camilla i Peppone. Na Placu Matteotti, przed kościołem stoi figura Don Camilla, a naprzeciwko urzędu gminy, figura Peppone. Postacie pozdrawiają się z daleka. W dawnym klasztorze św. Benedykta mieści się między innymi Muzeum Peppone i Don Camilla z licznymi pamiątkami z filmów oraz plakatami i wycinkami z gazet. Charakterystyczne jest, że na okrągło wyświetla się tam wspomniane filmy.